# PTA
日本におけるPTA（ピーティーエー、英語: Parent-Teacher Association）は、各学校で組織された保護者と教職員（児童を含まない）による社会教育関係団体。児童・生徒はPTA会員ではない。皆等しく活動の支援対象でもある。任意加入の団体。
この項目では、各学校のPTA（単位PTAと呼称される）について主に記述する。単位PTAが協働するために集まった、市町村・都道府県・全国の各レベルに存在するPTA連合体（PTA連合会）の詳細については、日本PTA全国協議会、全国高等学校PTA連合会、全国PTA連絡協議会の項目を参照。

## 名称
PTAの名称は、学校に通う子どもの保護者（Parent）と教職員（Teacher）からなる団体（Association）であることから、各語の頭文字を取ったものである（Parent Teacher Association）。
PTA及び類似の団体について、昭和20年代に用いられた名称としては「父母と先生の会」がある。これは、当時の文部省（現在の文部科学省）が発した通達に基づく名称である。その他にも、「親と教師の会」「保護者と教職員の会」、あるいは「育友会（いくゆうかい）」など、学校ごとに様々な名称が付されることもある。各学校のPTAの名称は、各学校のPTAごとの規約により定められる。
なお、これまでの教職員・保護者による組織から発展させる意味で、PTAにC「地域社会（Community）」を加えたPTCAと称するところもある。
また、2010年（平成22年）に公布され、翌年施行されたPTA・青少年教育団体共済法の2条1項には「PTA」の定義がある。
本条項の定義による「PTA」には、単位PTAとPTA連合体の両者を含む。

## 沿革

### PTAのルーツ
PTAは、1897年、アメリカ合衆国で2人の女性により自発的に結成された。

### PTA前史
明治時代に日本に近代的学校制度が導入された際、各学校（特に小学校）の設立・維持の経費は、地方住民の負担によることを原則とした。その後、学校経費は、主に町村費の負担とされていったが、学校予算は必ずしも潤沢ではなかった。そこで、学校運営にかかる金銭的・労務的負担を軽減するため、学校に通う児童・生徒の保護者や学区の住民によって、学校を支援する任意団体も多く結成された。これらの団体は、「後援会」や「保護者会」、「母の会」と呼ばれる。これらの団体は、学校の経済的支援をもっぱらとし、教育活動に関わることはほとんどなかった。
昭和10年代以降、戦争の激化とその後の混乱の影響で、保護者たちによる団体の活動は一時停滞した。しかし、終戦後には荒廃した学校や教育を支える団体の活動が再び始められ、後のPTAの精神を先取りするような活動や運動も各地で試みられた。

### 日本型PTAの登場
1946年（昭和21年）の春、連合国軍最高司令官総司令部（GHQ/SCAP）の要請によりアメリカ合衆国から派遣された教育使節団が作成した報告書、アメリカ教育使節団報告書（第一次報告書）が発表された。同報告書では、PTAに直接言及はないものの、いくつかの箇所でPTAの理念に及ぶ考え方が示された。また、1947年（昭和22年）4月には、極東委員会も「日本教育制度改革に関する指令」を定め、PTAが民主主義教育推進のために積極的な役割を果たすことを期待し、勧奨した。
GHQは、これらの基本方針を元に、総司令部の民間情報教育局（CIE）と地方軍政部が担当して、全国の学校へのPTA（父母と先生の会）の設置を奨励・推進した。実際の事務を担った文部省は省内に「父母と先生の会委員会」を設置して審議研究を進め、同委員会は「父母と先生の会‐教育民主化のために‐」と題するPTA結成の手引き書を作成した。
1947年（昭和22年）3月、この手引き書は、文部事務次官名で全国都道府県知事にあてて通達された。通達が出された翌年の1948年（昭和23年）4月には、全国の小・中学校のPTA設置状況は7割を超えた。1948年（昭和23年）3月には、『〔父母と先生の会〕参考規約（案）』（第一次参考規約とも呼ばれる）が文部省社会教育局社会教育課から出され、
同年11月24日に全国の都道府県に配布。PTAの結成を促した。
1954年（昭和29年）2月には、『小学校〔父母と先生の会〕（PTA）第二次参考規約』が文部省父母と先生の会分科審議会から出された。なお、戦前から存在した各学校の「後援会」などはPTAに看板を変えたり、地域住民を交えた団体としてPTAとは別組織として存続した。
1950年(昭和25年)PTAの全国組織を結成させようと、文部省は積極的に指導するようになる。25の県で早くも連合体(現在の都道府県のPTA連合会、PTA協議会にあたる)が結成されていた。
でも、GHQの方針を具体化させようとして働いていた民間情報教育局（CIE）は、「いたずらに全国組織化を促進することは、かえってPTAの健全な発展を阻害する」という理由で、PTAの全国組織をつくるのはまだ早いと考えていた。(CIEはPTAに限らず婦人会や青年団でも同様だった。)
PTAの全国連合組織を設立させたいと考えていた文部省に対し、CIE担当官ジョン・ネルソンは講演で、「新しいPTAは古い後援会とほとんど変わっていない。(略)行政が、どんなレベルにしろPTAの連合体を後援することは避けなければならない。補助金も行政による統制もしてはならない(略)。PTAの目標に到達できず、民主的な手続きにも従っていないような満足のいかない地域のPTAグループが連合しても、満足のいかない連合体にしかならないだろう」という旨、述べたという。(-井上恵美子「占領軍資料にみる日本へのPTA導入過程」-)
文部省が全国組織の結成を急いだ背景に、1948年(昭和23年)米国の対日占領政策が転換し、それまで推進されてきた民主化・非軍事化に逆行する動きが強まっていった。これを逆コースといい、
1950年(昭和25年)に入ると、共産党が弾圧の対象となり、職場でのレッドパージが行われた。
そして、軍国主義者、国家主義者と見なされ公職から追放されていた人々の大幅な追放解除が1949年以降に進められた。
1951年(昭和26年)には教職追放の解除によって、民主化のためには不適合とされて教職に就けていなかった教育関係者・管理職たちが学校現場に戻ってくることになった。
「初期PTAにおけるアソシエーション的特性に関する一考察
一占領期PTA規約準期等の比較検討を通じて」(山梨大学 平井 貴美代)によれば、規約を具体的に示さなかった文部省[父母と先生の会」資料を除くと、占領期に出された規約準則にはPTA役員の構成について親が中心となることや、役員の資格について「地域ボスを除外することが明記されている。いずれも会の運営を民主化するために、日来の支配者層が影響力を及ぼさないよう規制するための規定であり、占領終結後に改訂された参考規約から当該事項が除外されたのは、いわゆる「逆コース」として説明がつくだろう。会員の権利を保障するはずの「規約は、最終的にはアソシエーションを構想する自由を規制する手段として用いられている。この背景には地方軍政部の成果主義的な性向が垣間見えるが、PTAを受容した側の受け止め方がアソシエーションの本質を必ずしも理解しきれていない側面があったことも否めない。
民生局が戦時下の国家主義、軍国主義を日常的に下支えした隣組・町内会を廃止することを決定し、 1947(昭和22)年5月の政令第 15号(ポツダム宣言の受諾に伴い発する命令に関する件に基く町内会部落会その他の行為の制限に関する件)をもって禁止措置に踏み切ったのである。それを受けて、 6月30日には文部省より各知事、直轄学校長あてに通牒「学校後援会父兄会又はこ
れに類似する団体に関する件が出されている。通牒の内容は、政令第 15号により解散すべき団体のなかに、後援会、父兄会はふくまれないが、公・教職追放者がこれらの団体の長になっていることは適当ではないとするものであった。
PTA全国実態調査の結果からは、結成のプロセスが旧来の類似組織から自動的に切り替えられたものが多いことや、役員中に顧問、相談役、世話役、参与などの役名を含むといった組織運営上の問題が、地方PTAの多くに見られることが明らかとなったのであった。
1952年（昭和27年）10月14日-16日、東京で「日本父母と先生の会全国団体結成大会」が開かれ、PTAの全国団体が結成された。

## 理念と目的
保護者と教員が学びあうことで教養を高め、成果を家庭・学校・地域に還元すること。児童生徒の健全な発達に寄与すること。
同時に、民主的な方法で運営するという設計思想があり、PTAは民主主義の演習の場であるという側面を併せ持つ。
寄付金を集めたり、教職員を金銭的に支援することなどは、日本のPTA設立当時本来の理念にはなかった。戦後復興のため、やむなく行われた措置である。それゆえ、PTAの「後援会機能」は「従」の位置に属する。この点は時代を経るにつれ、問題点が整理され、文部科学省よりガイドラインが通知されるに至った。

## PTAの基本
PTAは民である。官ではなく、学校でもない。教育を本旨とした団体であり、営利を目的としてはいけない。
民主主義の原則にのっとり、自らのあり方を自らで決定していく。発案は会員ならだれでもよく、意思決定の際には、合議を尽くしていくのが原則である。活動にあたっては、活動計画、予算決算、新役員、規約改正、議案その他の承認を、年度初めの総会で行うのが通常である。運営にあたっては、コンプライアンスが求められる。なお、コンプライアンスとは、ここでは「法律や倫理などの要求に『従うこと』」とする。類似組織に特定非営利活動法人（NPO法人）、生活協同組合がある。
児童・生徒は会員ではない。彼らはひとしく支援対象である。
PTAの法的問題は通常、PTA、学校、保護者及び児童の三当事者の問題となっている。PTAと学校とは別団体であるため、公的機関が私的団体を支援するような構造となり、日本国憲法を始め、個人情報保護などの公法上の規定に服する。PTAと保護者とは私人同士の関係にすぎないが、PTAが消費者契約法第2条第2項の「その他の団体」に該当するので、PTAによる加入の勧誘や、PTAが未加入の保護者との間で契約を締結する場合には消費者契約法が適用される。学校と保護者ないしその保護下の生徒とは一般の在学関係にあり、学校がPTA会員の子供と非会員の子供を差別することは、日本国憲法第14条1項の平等原則の問題になる。
公立の学校教育は、地方分権、教育分権にもとづくものである。地方によって財政事情、教育委員会の見解、学校長の見解、風土、住民気質等はことなるので、その特色により、PTAの活動内容は左右される。PTAは地域差の大きいものである。
私立校のPTAでは保護者・学校教職員・業務の質から希望者が集まりやすい等の事情が異なる傾向がある。

## 法的位置づけ

### 根拠法
PTAの結成・加入を義務付ける法律の規定は存在しない。通常の単位PTAには、法人格はない。
日本国憲法第21条において、国民は誰しも自由に結社をすることが保障されている。このため、国民は誰でも希望すれば、「任意加入の団体」としてのPTAを結成・解散および参加・脱退することができる。同条により、さらに、PTAは、PTA連合体に加盟・脱退することができる。官公庁に問い合わせるとPTAは社会教育法の第三章「社会教育関係団体」にあたるとの回答を得られるが、同法には「PTA」や旧称である「父母と先生の会」という文字は存在しない。1948年の社会教育局長通牒「地方における社会教育団体の組織について」では、社会教育関係団体への官公庁からのノー・サポート、ノーコントロールの原則が示された。この原則は、1947年に制定された社会教育法に取り入れられており、社会教育関係団体としてのPTAの活動の自主性が確保されている。
現行の社会教育法第2条は「社会教育」を「主として青少年及び成人に対して行われる組織的な教育活動（体育及びレクリエーションの活動を含む。）をいう」と定義しており、同法第44条第1項は教育委員会は「学校教育上支障がないと認める限り、その管理する学校の施設を社会教育のために利用に供するように努めなければならない」とするため、PTAが社会教育を行う団体である性格を維持する限り、教育行政上優遇される。
現在では、学校のPTA室を無償で確保でき、学校諸設備を活動に使用できるのは、学校施設令第3条第1項第2号の許可に基づくものである。同条第2項により許可に当たり「他の法令の規定に従わなければならない」とされ、ここでいう「他の法令の規定」とは、最高裁判所平成18年2月7日第三小法廷判決（民集60巻2号401頁）により地方自治法第238条の4第4項（現行法では第7項）及び学校教育法第85条（現行法では第137条）となる。学校教育法第137条で「社会教育その他公共のため」と明文化されているため、PTAが社会教育を行わず公共性を失った場合、学校内で活動したり施設を無償で使用したりする法的根拠が失われる。
PTAが、ある保護者が入会しないことを理由に、その子どもを「登校班に入れない」「行事に参加できない」「配布物をわたさない」などと差別することは、社会に非難されるが、PTAが単なる私的団体であるから会員の子どもと非会員の子どもを区別することは事実上可能である。特に学校の外で行う活動について、社会教育法第12条は国や自治体に社会教育関連団体の「事業に干渉を加えてはならない」と命令するため、学校側はPTAに対し指導することが禁じられる。しかし、PTAが学校教育法第137条の「社会教育その他公共のため」の基準に明白に充たさなくなる場合、学校内でPTAが優遇される法的根拠がなくなる。この場合、施設使用の許可が撤回されうる。また、公共性のないPTAによる学校施設の無償利用は、地方自治体の違法な財産管理行為として住民訴訟で問うことができる。PTAによる学校施設の一時使用（PTA室など長期の使用に関する訴訟はまだない）をめぐる住民訴訟において、教育委員会による一時使用の許可の適否を争うことができず（訴え却下）、使用料減免の決定の適否のみを争うことができる。（参考となる判例は、杉並区立和田中学校の地域本部に関する夜スぺ訴訟である。判例タイムズ1370号に詳細がある。）

### 規約・細則の法的位置づけ
「任意加入の団体」であるPTAが制定する規約・細則は、あくまで団体内部のみに通用するルールである。
地方公共団体の制定する子どもの権利条例や、国際条約である子どもの権利条約等の理念はルール策定において参考となる。個人情報保護法についても考慮が必要となる。

### 司法判断
熊本県で、PTAを相手にした裁判が2014年初夏に起こされた（熊本PTA裁判）。原告は被告PTAに対して、同意書や契約書なしに強制加入させられたうえ退会届が受理されなかったことを訴え、会費などの損害賠償を求めた。2016年2月25日、熊本地裁は原告の訴えを棄却。民法における「黙示の承諾」および「慣習の優先」により、入会届なしでの「みなし入会」に違法性はないとした。。原告は控訴した。
2017年2月10日、福岡高裁にて熊本PTA裁判は和解した。双方が合意した和解条項には、下記がある。
「和解」はあくまでも当事者間の合意であって、第三者に強制力を及ぼしうる「判例」とは明確に区別されるべきである。
当該和解条項を自発的に取り入れることは自由であるが、当和解条項を根拠にした第三者からの団体への強制がなされてはならない。

結果的に訴訟が取り下げられたため、判例とはならなかったが、地裁判決の論旨を踏まえれば、現行法の解釈上、明文化された入会届が準備される必要はない。（ただし、それが入会を強制できる権利を単位PTAに与えるものではないことは留意が必要）

### 個人情報保護法とPTA
2017年5月30日、改正個人情報保護法（2016年12月20日に閣議決定された）が全面施行された。改正法の施行により、PTAも個人情報保護法のルールに沿った個人情報の取扱いが求められることとなった。2020年に、同法はさらに改正・施行されている。
PTAが個人情報を扱う際に守るべきポイントはいくつもあるが、代表的なものを次にあげる。個人情報の利用目的を明確にする。個人情報を取得する際は、利用目的を本人に知らせる。偽りその他不正な手段によって個人情報を取得してはならない。病歴等の要配慮個人情報を収集してはならない。個人情報を本人の同意を得ないで第三者に提供してはならない。個人情報を第三者に提供するときは、記録を厳密につける。

## 組織

### 単位PTA
日本では、単位PTAと呼ばれる学校単位でのPTA活動が基本である。

### 会員
PTA（親と先生の会）という名称通り、会の事務局を置く学校に児童生徒を通学させる親（保護者）と教師が会員である。また、地域の人が会員になるケースがある。これについては、所属するPTAの規約を各自で参照されたい。
児童生徒は、会員ではない。

### PTA連合体
単位PTAのうち、学区内のPTAがある単位ごとに組織され、市区町村単位のPTA連合体を形成する。オブザーバーとして教育委員会がつくようである。
市区町村単位のPTA連合が組織され、都道府県のPTA連合（協議会とも称する）を形成する。東京都のように、加入率が30%前後のPTA連合もある。
日本には、小・中学校を対象とした全国組織の公益社団法人日本PTA全国協議会（通称、日P）が存在し、北海道、東北、東京、関東、東海・北陸、近畿、中国、四国、九州の9つのブロックに分かれている。なお、政令市の中には、都道府県単位のPTA連合には属さずに、直接、日Pに属するものもある。しかしすべてのPTAが日Pに属しているわけではない。日Pに属さず独立して活動していてもPTAを名乗れる点が、アメリカ組織との違いである。
また、高等学校を対象とした組織として、一般社団法人全国高等学校PTA連合会（通称、高P連）が存在している。
なお、国立学校、私立学校は、独自のPTAを組織している模様である。PTAとは称さず、「○○の会」や「○○校保護者の会」といった名称のところがあり、公立学校のPTAとは一線を画す活動内容であるそうだ。国立学校の全国組織として一般社団法人全国国立大学附属学校PTA連合会、私立学校の全国組織として日本私立小学校中学校高等学校保護者会連合会が存在している。

### 地方行政によるPTAの位置づけ例
世田谷区のように、PTAを家庭教育への支援と位置づけ、教育委員会が委託金を各PTAへ渡して最低でも年4回の研修会を開催させたり、区のPTA連合体で研修を設ける自治体がある。
なお、杉並区立和田中学校（藤原和博、代田昭久）のように、公立学校でPTA自体を廃止し、地域のボランティアの住民でつくる「地域本部」に統合しようとする動きがある。

## 活動例
PTAを本来のボランティア・生涯学習団体（社会教育関係団体）として捉え直し、サークル活動や、固定した定員を設けず参加希望者だけで活動する委員会（委員会とは呼ばず、広報ボランティア、家庭教育ボランティアなどと称する）での活動を、中心に据えるようになった単位PTAが存在する。

## 近年の傾向
近年の傾向としては、PTAが本当に必要かどうか、あるいは、PTAのあり方を整理すべきでは、という議論が起こっている。
2007年より、PTAが本来、自由に入退会できる任意加入の団体であることを周知徹底することで、会の正常化をはかるべきとの声も聞かれるようになった。
2008年（平成20年）から現在に掛けて、インターネットでのPTAに関する議論が充実してきている。
2010年8月7日、有志が東京大学福武ホールでシンポジウムを開いている。登壇者は川端裕人、岸 裕司、寺脇研、吉田博彦。
報道関係では2012年（平成24年）に入り、PTA問題を体系的に取り上げる新聞社が出ている。2015年、社会問題を読者と一緒に議論する場を朝日新聞紙面と公式サイト上に設け、PTAをテーマに据える記事が出た。このウェブアンケート結果は公開されており、個人のPTAに関する考えを属性別に閲覧することができる。同年春以降、PTA報道が多数取り上げられており、春の風物詩となりつつある。
2015年、東京都大田区立嶺町小学校では、1年間の試行期間のあとPTA(Parents and Teachers Association)を解体し、ボランティア制で運営するPTO(Parents and Teachers Organization)」を作った。PTOは大田区のPTA連合に入っている。「会長」「副会長」を応援団の「団長」「副団長」、「役員会」は「ボランティアセンター」、イベントごとの「係」を「サポーター」と名称変更した。サポーター登録制にして、イベントごとに手伝える人を募る体制に変えた。団長は基本的に2年任期で、団長は地区の会長もやっている。
2016年（平成28年）3月25日、総理大臣官邸で開かれた「1億総活躍国民会議」にて、民間議員として出席したタレントの菊池桃子が、働く女性にとって「PTA活動が負担である」ことと「PTAの任意性の意味」について発言した。
2018年（平成30年）10月27日、サイボウズBARにて、有志がPTA退会問題について考えるイベント「やめたらどうなるPTA？【PTAを自由に考える】」を開催した。登壇者は木村草太、加藤薫、大塚玲子。開催報告はYahoo!Japanより閲覧できる。
2019年5月18日、PTA問題を取材している新聞各社と保護者で組織された実行委員会が主催し、朝日新聞読者ホールにて「PTAフォーラム　～取り戻そう、自分たちの手に～」が開催された。第一部のパネルディスカッションは、越田謙治郎（兵庫県川西市長）・福本靖（神戸市立桃山台中校長）・石原慎子が登壇。第二部は、参加者同士の意見交換および木村草太・首都大学東京教授への質疑応答が行われた。当フォーラムは、2019年8月24日に神戸市で第2回目が開催された。登壇者は岩竹美加子（ヘルシンキ大学非常勤教授）、今関明子（元PTA会長）。2020年2月には熊本市でも桜井智恵子(関西学院大教授)・遠藤洋路（熊本市教育長）・松島雄一郎（同市PTA協議会会長）が登壇して開催する予定であったが、新型コロナウイルスの拡大を受け開催延期となった。
負担となるPTA活動の一部を代行する民間企業も登場している。
東京都立川市立柏小学校PTAは2022年度に解散した。立川市立柏小学校副校長は「PTAが解散しても、特段のデメリットは感じていません。世の中や保護者の生活が変わっていくのに、合わせていくのが大切で、昔からの形にこだわらず、無理なくできることをできる時間で行うのがいいのではないか」。PTAが無くなった2023年度から学校側が学年ごとに保護者に手伝いをお願いする形になり「困っていることはほぼない」。
岡山県PTA連合会が2024年度をもって解散する。都道府県レベルの連合会が解散するのは全国で初めてという。
千葉県流山市の小山小学校のPTAは、2024年度で解散することを検討している。これまではPTAが保護者から徴収していた会費年間100万円程度が学校の備品購入などにあてられていたが、PTAでは、「これからは必要な費用は、学校側で募金を呼びかけてほしい」としている。
2024年5月22日　名古屋市立小中学校PTA協議会から名古屋市中川区の赤星小学校と万場小学校のPTAが脱退した。ほかにも脱退を検討しているPTAが複数あるという。
2024年4月　東京都中央区立晴海西小学校が新設され「PTA」がない。齊藤光司校長は「伝統をこれから作っていく学校なので、PTAも新しい組織にしたい。4月に『はい、PTAに入ってください』と申し込み用紙を配って一方的に進めるのではなく、保護者の意見を聞きながら作っていきたい」と語る。
2025年3月7日　埼玉県内公立小中学校のPTAでつくる埼玉県PTA連合会は、日本PTA全国協議会から本年度末で退会する方針を決めた。埼玉県PTA連合会に加盟しているのは16市町174校で、そのうち秩父市や桶川市など3市7町が2024年度末で埼玉県PTA連合会から退会や休会を決めていて、2025年度は春日部市や熊谷市など5～6市町が退会となる見込みで、埼玉県PTA連合会の組織率は1割を切る見通し。
日本PTA全国協議会から、2023年度に東京都（小学校）、さいたま市、千葉市が退会し、2024年度末までに埼玉県、群馬県、千葉県、静岡県、相模原市、横浜市が退会方針を決めている。

## 行政の対応

### 教育支援協会シンポジウム
2010年2月11日、NPO法人教育支援協会が文部科学省委託事業の一環として開催したシンポジウムで、PTAのあり方が議論された。この席で元文科省官僚寺脇研により、PTAは任意ということが明言され、文科省官僚により教育委員会と校長に対してPTAは任意加入だということを広める約束がされた。このときの様子は新聞報道された。

### 文部科学省 事務連絡
これをうけ、2010年4月26日に、PTAが任意加入の団体であることを前提に優良PTAの推薦にあたるよう、各都道府県教育委員会宛に文科省から事務連絡がなされた。

### 日本PTA全国研究大会京都大会 大臣祝辞
2012年8月、第60回日本PTA全国研究大会 京都大会において、文部科学大臣平野博文が私費会計のあり方について祝辞の中で以下のように言及した。

### 大分県杵築市教育委員会 通達
2014年7月14日、大分県杵築市教育委員会が各園・小・中学校長宛に「PTAへの入会の意思確認及び個人情報の提供について（依頼）」という通達を出した。これは一自治体の見解に過ぎない。

### 滋賀県大津市教育委員会 事務連絡
2016年5月24日、滋賀県大津市教育委員会が、同委員会校園長会で、学校園長向けに事務連絡を出した。下記は抜粋である。(１）においては事務委任契約書のひな形が提示され、(４）においてはPTA会費徴収は入会意思の確認をしたうえでおこなうよう指針がでた。

### 愛知県刈谷市ウェブサイト
2017年1月31日、愛知県刈谷市が、同市ウェブサイトでPTA加入の任意性と個人情報の扱いについて見解を出した。

### 埼玉県教育委員会 通知
2017年1月、埼玉県教育委員会が、「PTA活動を円滑に推進するための留意事項について」という通知を県内の小中学校長宛に出した。同教委では、PTAの関連法規を、結社の自由を保障する日本国憲法第21条としている。下記はチェックリスト４項目の見出し等である。なお、同通知にはチェックリストの各項目に詳細な解説がついている。

### 熊本県熊本市教育長 通知
2018年3月23日、熊本県熊本市教育長遠藤洋路が、「学校におけるPTA加入世帯・非加入世帯への対応について（通知）」を市内の小中学校長あてに出した。通知の写しは教育長ツイッター参照。これにより、PTA非加入世帯の児童生徒への差別撤廃が示された。

### 滋賀県大津市教育委員会 PTA運営の手引き
2018年10月、滋賀県大津市教育委員会が、「学校園管理者のための PTA運営の手引き～誰もが参加しやすいPTA活動をめざして～」を市内の公立小中学校長・幼稚園長向けに配布した。。「PTA運営の手引き」全文は外部参照。
手引きでは、PTAの課題を7項目に分類し、各項目で概要・現時点での対応・学校園側のリスク・想定される対応策等を明快に記述している。さらに、想定される対応策では具体例をレベル3～0・レベル▲（マイナス）に分類し、解説している。

## 「PTA問題」
PTAは任意で結成し解散でき、参加・脱退は個人の意思に任される団体のはずである。つまり、PTA活動は義務ではない。しかし、これがあたかも義務であるかのような誤解がある。2015年4月-5月に行われた朝日新聞アンケートにおいて、「PTAに改善してほしいところは？」の設問の回答「全員加入が当たり前のこと」が、43.2%に上っている（複数回答可、母数2104回答）。

### 強制加入（自動加入）の問題
PTAが任意加入の団体であることは、報道等により近年周知されてきた。しかしながら、大多数のPTAにおいて、保護者・教員は子どもの入学・赴任と同時に書面等による意思確認なくPTA会員にさせられる問題がある。これを強制加入の問題、あるいは自動加入の問題と呼ぶ。組織学者の太田肇は「民主化の三原則」として、「自由参加の原則」「最小負担の原則」「選択の原則」を掲げている。

### 非会員の子どもの差別問題
保護者会員と、その子どもは別人格である。児童生徒が、親の地位・活動・思想信条や人種等からくるあらゆる差別から守られることは、児童の権利に関する条約（子どもの権利条約）第2条に明記されている。

#### 登校班差別
PTAを退会した保護者の子どもが、登校班から排除されるという問題が起きている。登校班編成や運用は、本来学校の管轄であるが、PTAや地域の育成会・子ども会が担うケースがある。

#### 卒業記念品等の差別（まんじゅうプロブレム）
大阪府堺市内の中高一貫の私立学校において、ある生徒が、親が保護者会を退会したことを理由に、中学校の卒業式でコサージュが貰えなかった事例がある。同事例では他にもマラソン大会の差し入れや特別給食が、保護者会から支給されなかったという。両親は「人格権を侵害された」として保護者会と学校の理事長を相手取り訴訟を起こしたが、2017年8月に訴えが退けられている。

### 活動の強制、役員・委員の選出問題
PTA役員・委員の活動は平日昼間に行うことが多い。このために、ひとり親、共働き、乳幼児育児中、親族の介護・看護中、病気療養中などの会員は出席が難しく、活動を敬遠しがちとなる。離婚率、共働き家庭、核家族の増加、少子高齢化社会への変化に伴い、この様な会員が増えた結果、役員・委員のなり手が居ないために、例えば「毎年、１世帯１役割制」といった学校独自のルールを設けたり、くじ引きやじゃんけんで選出し役員・委員を割り当てるケースも少なくない。

#### 免除の儀式
役員・委員選出に当たり、着任免除の理由として、「闘病中」「シングル家庭で家計を支えている」等のセンシティブな家庭事情をクラスの保護者たちの前で公言させ、場にいる保護者の採決を図る事例がある。会員に守秘義務が設定されない組織では、これにより家庭事情のうわさが回り、プライバシー権侵害の恐れがある。

### 名簿流用問題
大抵の場合、会員名簿は、学校から提供された児童名簿を充てている。法律上では非会員保護者の同意無しに個人情報を第三者に提供してはいないという判例が出されている。また2021年には、名簿の無断提供を行った校長が刑事告発された事例がある。

### 財政的な問題
PTAが会費や事業収入等を学校へ寄付する問題がある。その背景要因として、戦後の貧しい予算、また現在はOECD諸外国より低い教育予算を補完するために、金銭的または人的支援が暗に求められてきた（前述『PTA読本』）。
私費会計であるPTA会費を学校運営に流用することは、法令で保障された「教育の機会均等と義務教育費負担の原則」を害する。このため、第二次世界大戦後は、PTAが教員の給金を補填していた時代もあった（前述『PTA読本』）が、徐々に是正され、自治体によっては「義務教育における私費負担の解消について」という指針を通達し、改善されたところがある。しかしその一方で、依然として、PTA会費を学校運営に流用する自治体があり、2012年（平成24年）5月9日に、文部科学省が実態調査に乗り出している。

### PTA会費の法律規定外寄付問題
2012年、公立学校においてPTA会費が流用され、教職員の人件費や校舎の修繕費などに流用されている実態が明るみに出た。
2012年5月9日、文部科学省がこの流用問題について調査を開始した。2013年1月29日現在、文科省サイトにて結果が確認できる。その概要は「PTA等学校関係団体が実施する事業に係る兼職兼業等の取扱い及び学校における会計処理の適正化について調査しましたので、その結果について公表します。」とあり、詳しくは外部リンク・その中のPDF文書を参照されたい。
PTA会費を学校運営に流用する背景には、教育予算に地方格差が反映されるという現状がある。地方自治体が学校に教育予算を執行し、実際にかかった費用の一定割合を、国が負担する仕組みである。なお、下記報告書によると、文部科学省としては「学校の管理経費（職員の人件費は除く）については、割り当てて
強制的に徴収するのではなく、PTA等学校関係団体等が真に任意に経費の支援を行うことは禁止されていない」の立場である。「学校における会計処理について」（文部科学省2012年） (PDF) を参照すると、不適切な寄付事例が閲覧できる。

#### 会費の流用
- 三重県で、教員の出張費や学校設備費などに年間約7億円以上流用[107]
- 堺市立小学校で、消耗品、学習補助費、図書館費、保健衛生費に8180万円流用[108]

- 県教育委員会委員に接待など（帳簿にある分だけで約100万円、冠婚葬祭、学校訪問の際の宴席費や手土産代、飲食代、ワイシャツの仕立て券）[109][110][111][112]
- 県教育長にお中元[113][114][115][116]
- 県会議員に商品券[117]
- 市議会議員に金粉入りの清酒[118]
- 学校の修理、教材、備品費など（一輪車、金管楽器、校訓碑、児童用図書、図書、印刷機、ガラス飾り棚、楽器、カメラ、いす、幕）[119][120]
- クラブ活動の旅費や学校の備品費、教育活動振興費（300万余円、バレーボールの支柱、バーベル、楽器、自動高圧滅菌器）[121]
- 県教委幹部への宴席接待や贈答攻勢[122]
- 臨時職員の謝金（賞与）、図書券[123]
- 園の備品の購入や職員の研修[124]
- 事務職員がPTA会費約280万円を流用、依願退職[125]
- PTAの積立金や会費約205万円を、会計係（当時）の女性が生活費に流用[126]
- PTA会長、運用資金5000万円流用、横領罪起訴猶予処分[127]
- 学習補助費など[128]
- 治療費[129]
- 消費者金融への返済、交通事故の補償金[130]
- 借金返済[131]
- 借金返済[132]
- 医療費[133]
- 競馬、住宅ローンに、299万円、教頭を懲戒免職処分[134]
- 来賓への弁当、教職員の名刺、校舎内の清掃、コピー機のリース代、校舎の窓の修繕、案内標識板の交換工事、切手購入、スクールカウンセラーへの謝礼、校舎の修繕、職員室の給茶器購入、教員の部活動引率手当、修学旅行下見の教員の旅費、健診時の校医の昼食、卒業式の来賓の弁当、非常勤職員の賃金、寄宿舎の配水管の修繕、学校案内資料の印刷代、樹木の枝切り、校舎のワックスがけ、芝刈り機や製氷機の修理、教職員の県外出張旅費、卒業証書の筆耕料、教職員の名刺代や結婚・出産祝い[135]
- 約2億4千万円が学校施設の修繕費や教職員の出張旅費などとして使われていた[136]
- エアコンなどの設備や授業で使う備品など。2024年3月7日の名古屋市議会で、名古屋市の全校調査で過去5年間で約1億8400万円分のPTAからの寄付が明らかになり、そのほとんどで学校側のルール違反があったことも判り、[[坪田知広]]教育長が「学校において多くの手続き漏れがあったことは大変遺憾であり、重く受け止めております」と回答。[137]

#### ずさんな経理
- PTA会費など計1133万円を引き出したまま[138]
- 事務長が横領、不明額は他のものと合わせて3311万[139]
- 副校長が学年費やPTA会費など約470万円を着服[140]
- 2025年2月28日　徳島県高等学校PTA連合会は使途不明金が判明したと公表した。連合会の調査で連合会会長（50代男性）が約5千万円を着服したことを認め、徳島県警察が業務上横領の疑いで捜査中であることも判明した。連合会の預金口座は会長が1人で管理していて、前年の秋、旅行会社から、全国の高校PTA連合会関係者が集まる大会に参加した際の旅行代金が支払われていないと問い合わせがあり発覚した。[141]
- 2025年3月3日　大分大学教育学部付属小学校に2015年から勤務していたPTA女性事務員が、PTA会費と後援会費から、2021年度から2023年度まで、学校の備品や消耗品を購入したかのように見せかけて1回あたり3万円から5万円ずつ合計約910万円を不正引出ししていた。通帳と印鑑を同時に持ち出せる状況で、チェック体制が不十分であったことが原因。[142]

### 労力に対する成果の少なさ
ベルマーク等のクーポンの仕分けや集計をする時給100円相当の労働ボランティアをさせたり、年数回の地域の有価物集団回収で数時間労働力として収集活動に従事させたり、また、休日にクリスマス会において何色のグミを皿にいくつ足すか決めるのに1時間もかけたりする活動が知られている。

### PTA離職
PTA活動の負担が重過ぎて、職場を去る羽目になったケースがある。

## アメリカのPTA

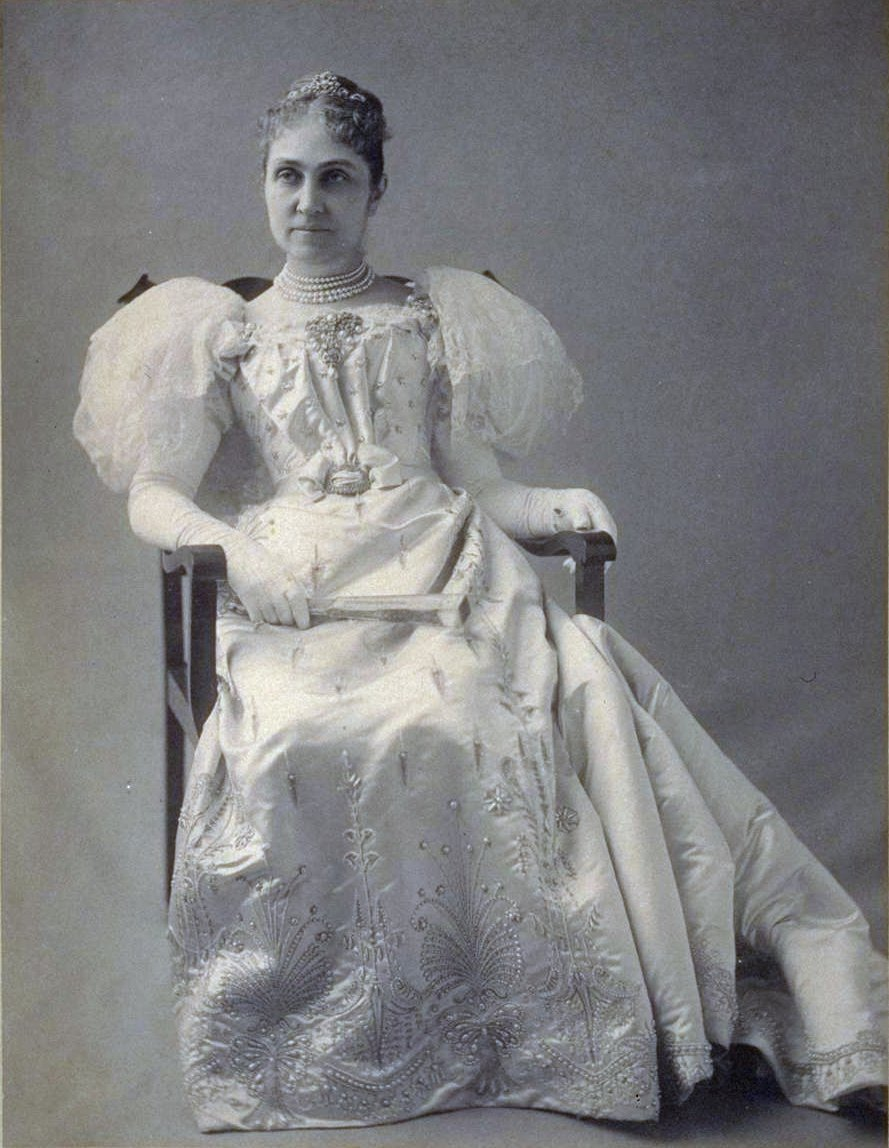
億万長者の上院議員の妻であり、教師でもあったフィービー・アパーソン・ハースト

1897年、当時まだ参政権のなかった女性2人、ウィリアム・ランドルフ・ハーストの母であるフィービー・アパーソン・ハーストとアリス・マクレラン・バーニーが、ワシントンD.C.にて全米母親議会(National Congress of Mothers)を開いた。予想に反して、父親や教師や政治家も含め2000人もの人間が集まった。そのため「全米保護者教師議会 (National Congress of Parents and Teachers)」と名称を変え、後に「全米PTA団体(National PTA Organization)」へと発展し、幼稚園の設立、児童労働法、公共保健サービス、給食、少年法、予防接種の義務化などにつながる活動を行っている。
2007年現在、アメリカ国内にある全米PTA団体に属しているPTAは2万3000以上ある。しかし全米の90%以上の学校が何らかの保護者と教師によるグループを持っているにもかかわらず、PTAに正式に属しているのはわずか25%である。残り75%は各自が独立した団体で、PTO、またはHSA、PCCなどと呼ばれる。PTOの割合が高いのは、PTAの方針や運営方法に賛同しない団体が多いほか、私立校には宗教学校が多く、全米PTAよりも母体の宗教団体のガイドラインに沿った活動をするためである。
PTOが学校単位で活動しがちなのに対し、PTAは学校、州、国というヒエラルキーで構成され、すべての子ども達のためという長期的かつ広範囲な目標を持ち、それぞれの単位に合った内容で活動している。たとえば学校単位では、教員や職員をサポート、学校環境の改善、行事などを企画し実行する。州単位では、各学校からの質問に対してアドバイスを与えたり、学区のカリキュラム、州法の改定など州内の子ども達が対象となる事項について話し合いが行われる。国単位では、アメリカの教育政策に対するロビー活動を行っている。
過去にPTAが先鞭をつけた法案には、給食、予防接種の義務化、スクールバスの安全確保、テレビ放送内容のレーティング（年齢制限）などがある。近年PTAが政府関係者に働きかけているものとしては、安全な学校環境、保護者の介入や意向の尊重、給食の栄養標準の改新、公立校の支援強化などである。また全米PTAは毎年子ども達が提出する数万の候補の中からテーマを決定し、そのテーマに基づいて百万点以上が出品される"リフレクションズ" (Reflections) という大規模な芸術コンテストを催している。各学校から選ばれた作品は学区PTA、州PTAに進み、全米PTAで受賞した作品はワシントンDCの教育省で展示される。

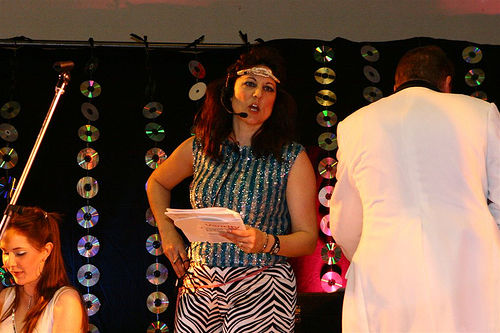
カナダのPTAもアメリカ同様、資金集めが目的のオークション・パーティーを行う。ノースバンクーバーの学校PTA主催による70年代ディスコ風オークション・パーティー

各学校のPTAは毎年、メンバーの家庭からPTA会費を徴収する。その中の一部を州PTAと全米PTAに収めることによって、学校の保険ではカバーされないイベントなどのためにPTA団体保険に加入したり、トレーニングを受けたり、州や全米PTAのサポートを受けることができる。
PTAも各学校の特色やニーズに合ったイベントやプロジェクトを立ち上げるが、PTOの強みは、会費の徴収の有無、活動目的や方針まで全てを決められる自由度の高さである。増加するPTOに対応して1999年に出版・サービス会社PTO Todayが幼稚園から8年生の保護者を対象とした雑誌『PTO Today』が創刊され、8万部発行している。PTO Today社は、独立しているPTOをまとめる事業も行っており、会費を払えばPTO Today Plusのメンバーとなって全米PTAと同じようなサービスを受けることができる。
PTA、PTOに限らず、教育熱心な親ほど学校に係わる傾向にあり、一般的にレベルが高い公立校ほどPTA (PTO) の活動が盛んである。PTAが楽な学校を選ぶ日本とは対照的である。また日本が「今年はPTA委員に当たった」と、大量の仕事が一部の人間に集中するという現象が順繰りに回ってくるのに対し、アメリカでは毎年各家庭がPTAに加入するかどうかを訊ねられ、加入することは「今年も自分ができる範囲でPTA活動をする」という意志の表示となる。仕事を持ちながらシーズンを決めて活動する保護者も多く、教育法、会計、美術指導、図書整理や読書指導、作文添削、スポーツ・コーチ、学校周囲の交通整理、広報活動、緊急災害準備、寄付金集め、子どものクラス役員、親睦会、講演会、教職員への感謝週間など自分の専門や趣味を活かせる分野で活動する。私立校の場合は入学と同時にPTAに自動的に入会したり、ボランティア活動と現金寄付のどちらかを選択する学校もある。
PTOでも女性の保護者、特に専業主婦が多いのは同じであるが合理主義が徹底しているため、日本の公立小中高のPTAのような煩雑かつ不人気・前例至上主義的な傾向がない。ただし、日本でも私立校のPTAでは保護者・学校教職員・業務の質から希望者が集まる等の事情が異なる傾向がある。

## 諸外国におけるPTAの呼称
諸外国において、PTAは、アメリカ合衆国、カナダ、イギリス、イギリス連邦諸国、日本などで用いられる呼称である。学校職員 (Staff) を含めた"PTSA"、これまでの教職員・保護者による組織から発展させる意味で、「地域社会 (Community)」を加えた"PTCA"と称する学校もある。アメリカでは100年以上の歴史を持つ非営利組織、全米PTA(National PTA)に属している団体のみがPTAまたはPTSAを名乗り、属していないグループは"PTO" (Parent-Teacher Organization)など他の名称を用いる。